# Линия C (метрополитен Буэнос-Айреса)
Линия C — линия метрополитена Буэнос-Айреса. На сегодняшний день насчитывает 9 станций. Была открыта 9 ноября 1934 года, простирается более чем на 4,4 км между станциями Ретиро и Конститусьон. Проходит под улицами Южная Лима, Бернардо де Иригойена, Карлоса Пеллегрини, Эсмеральда, площади Сан-Мартин и Авениды Рамос Мехия до терминала Ретиро.

## История
В начале 30-х годов Compañía de Tranvías Anglo Argentina (CTAA) начала работу строительства новой  линии метро, но по разным причинам работы были парализованы. Компания начала строительство текущей линии метро, но вынуждена прекратить работу из-за Великой Депрессии и мирового кризиса.
Также в этом проекте участвовала, испанская компания CHADOPyF (Compañía Hispano Argentina de Obras Públicas y Finanzas) которая получила одобрение у городского совета 30 июля 1930, когда Совет утвердил  испанский проект строительства.
Основанная в Мадриде, компания CHADOPyF под председательством Рафаэля Benjumea  y Burín, выходцем из испанской знати. Компания накопила капитал путём выпуска долговых обязательств, которые распространялись между испанскими иммигрантами в Буэнос-Айресе.
Первый отрезок линии был открыт 9 ноября 1934 года между станциями Конститусьон и Диагональ Норте с участием президента Аргентины Агустина Хусто. 6 февраля 1936 года линия было продлена до станции Ретиро.
На большинстве станций были установлены плитки и кафель, которые установила компания CHADOPyF, такие же использовались на линиях D и E. В случае линии С, оригинальные плитки представляют собой пейзажи Испании и были изготовлены фирмами из различных регионов страны.